# Wolfgang Frank (futbolista)
Wolfgang Frank (Reichenbach an der Fils, 21 de febrero de 1951 - Maguncia, 7 de septiembre de 2013) fue un entrenador y jugador de fútbol profesional alemán que jugaba en la demarcación de delantero.

## Biografía
Wolfgang Frank debutó como futbolista profesional en 1971 a los 20 años de edad con el VfL Kirchheim/Teck alemán. Tras un año en el club fue traspasado por dos años al VfB Stuttgart. Después de jugar durante dos años y haber marcado 23 goles en 55 partidos jugados, fue fichado por el AZ Alkmaar holandés, aunque tuvo un breve paso por el club, ya que al finalizar la temporada volvió a Alemania para jugar con el Eintracht Brunswick, con el que ascendió a la Bundesliga. Posteriormente jugó para el Borussia Dortmund y el F. C. Núremberg antes de fichar por el FSV Bad Windsheim, club en el que se retiró en 1984.
Tras su etapa como futbolista, el FC Glarus se hizo con los servicios del exjugador para ser el entrenador del club durante cuatro años. Además fue entrenador del FC Aarau, FC Wettingen, FC Winterthur, Rot-Weiss Essen, 1. FSV Maguncia 05, FK Austria Viena, MSV Duisburg, SpVgg Unterhaching, FC Sachsen Leipzig, FC Farul Constanța
Kickers Offenbach, Wuppertaler SV, SV Wehen, FC Carl Zeiss Jenay finalmente al K.A.S. Eupen, último club al que entrenó hasta 2012.
Wolfgang Frank falleció el 7 de septiembre de 2013 a los 62 años de edad en Maguncia a causa de un tumor cerebral.

## Clubes

### Como futbolista
| Club                | País                | Año       | Partidos | Goles |
| ------------------- | ------------------- | --------- | -------- | ----- |
| VfL Kirchheim/Teck  | Alemania Occidental | 1971      | ¿?       | ¿?    |
| VfB Stuttgart       | Alemania Occidental | 1971-1973 | 55       | 23    |
| AZ Alkmaar          | Países Bajos        | 1973-1974 | 22       | 4     |
| Eintracht Brunswick | Alemania Occidental | 1974-1977 | 106      | 52    |
| Borussia Dortmund   | Alemania Occidental | 1977-1980 | 34       | 10    |
| F. C. Núremberg     | Alemania Occidental | 1980-1982 | 20       | 4     |
| FSV Bad Windsheim   | Alemania Occidental | 1982-1984 | ¿?       | ¿?    |

### Como entrenador
| Club               | País     | Año       |
| ------------------ | -------- | --------- |
| FC Glarus          | Suiza    | 1984-1988 |
| FC Aarau           | Suiza    | 1989-1990 |
| FC Wettingen       | Suiza    | 1991-1992 |
| FC Winterthur      | Suiza    | 1992-1993 |
| Rot-Weiss Essen    | Alemania | 1994-1995 |
| Maguncia 05        | Alemania | 1995-1997 |
| FK Austria Viena   | Austria  | 1997-1998 |
| Maguncia 05        | Alemania | 1998-2000 |
| MSV Duisburg       | Alemania | 2000      |
| SpVgg Unterhaching | Alemania | 2002-2004 |
| FC Sachsen Leipzig | Alemania | 2004-2005 |
| FC Farul Constanța | Rumania  | 2005-2006 |
| Kickers Offenbach  | Alemania | 2006-2007 |
| Wuppertaler SV     | Alemania | 2008      |
| SV Wehen           | Alemania | 2008-2009 |
| FC Carl Zeiss Jena | Alemania | 2010-2011 |
| K.A.S. Eupen       | Bélgica  | 2011-2012 |

## Palmarés

### Como futbolista
Eintracht Brunswick
- 2. Bundesliga: 1974

### Como entrenador
SpVgg Unterhaching
- Regionalliga Süd: 2003